# Arabelloneris broomensis
Arabelloneris broomensis är en ringmaskart som beskrevs av Hartmann-Schröder 1979. Arabelloneris broomensis ingår i släktet Arabelloneris och familjen Oenonidae. Inga underarter finns listade i Catalogue of Life.